# سالی تیلور
سالی تیلور (انگلیسی: Sally Taylor؛ زادهٔ ۷ نوامبر ۱۹۵۷) روزنامه‌نگار، و مجری تلویزیون اهل بریتانیا است. او قبل از شروع حرفه روزنامه‌نگاری، یک معلم زبان‌انگلیسی بود. او به عنوان یک مجری تلویزیونی در
بی‌بی‌سی وان شناخته می‌شود.